# Ginjinha
Pour les articles homonymes, voir Absinthe.
La Ginjinha, ou plus simplement Ginja, est une liqueur obtenue à partir de la macération de cerises griottes (Prunus cerasus), très populaire au Portugal, en particulier à Lisbonne, Óbidos, Alcobaça et dans l'Algarve.
Elle est servie habituellement avec le fruit au fond du verre, populairement dit com elas (avec elles), ou, quand servie pure, sem elas (sans elles).
Il s’agit aussi d’une boisson très prisée en Galice, où elle est consommée depuis longtemps, surtout dans le nord du pays (vers le sud la liqueur de café est plus populaire). En galicien son nom est « licor de guindas ». 

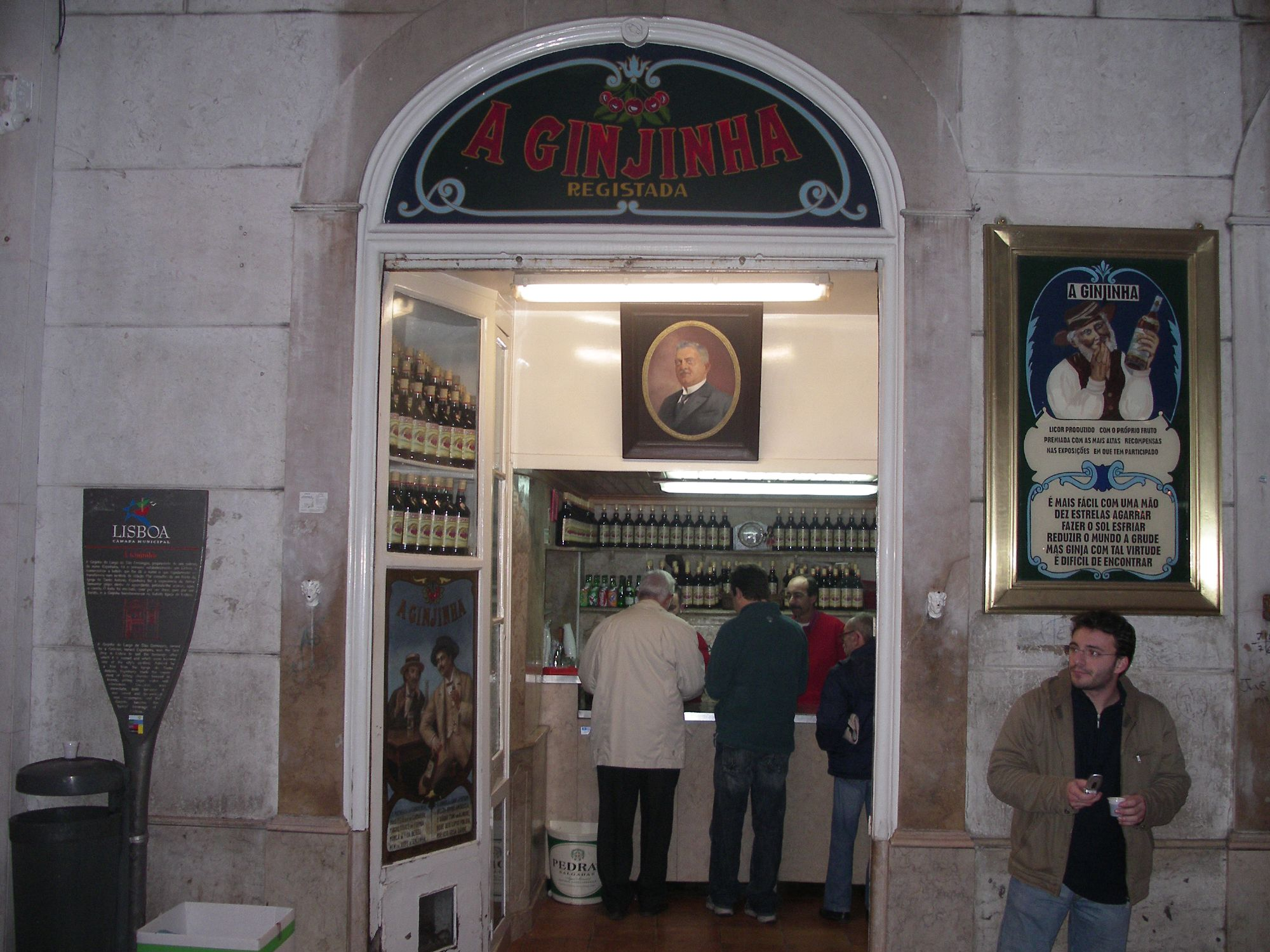
Une boutique de Ginjinha à Lisbonne.
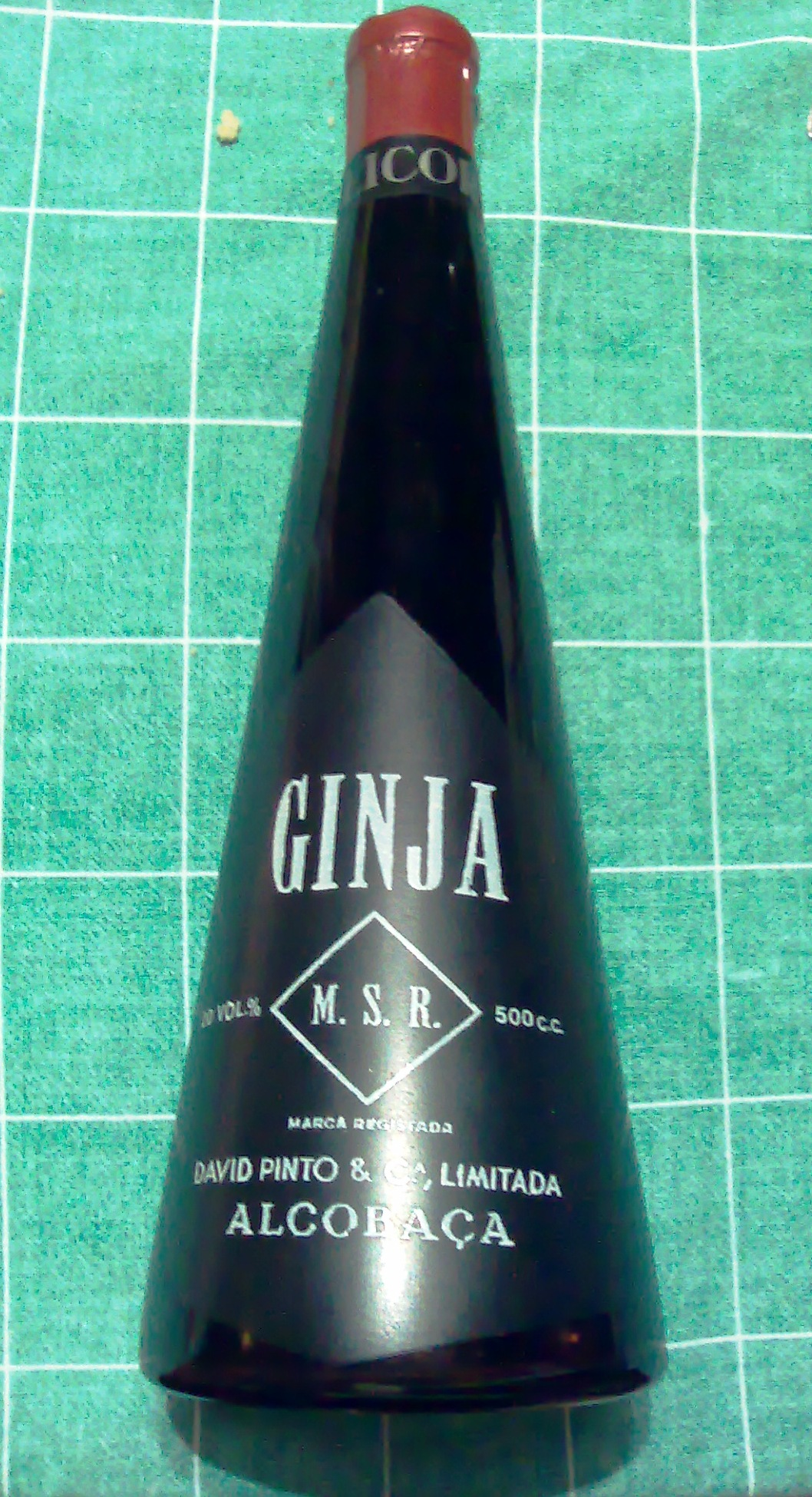
Une bouteille de Ginjinha.